# Ясеневое
Ясеневое (укр. Ясеневе) — село в Снежковском сельском совете Валковского района Харьковской области Украины.
Код КОАТУУ — 6321287506. Население по переписи 2001 года составляет 66 (28/38 м/ж) человек.

## Географическое положение
Село Ясеневое находится в начале балки Хандолеева по которой протекает пересыхающий ручей, один из притоков реки Шляховая, на ручье сделана небольшая запруда, на расстоянии в 2 км расположены сёла Дорофеевка, Ольховское и Снежков.
Рядом проходит автомобильная дорога М-03 (E 40).

## История
- 1907 — дата основания.